# كأس بلغاريا 1976–77
كأس بلغاريا 1976–77 هو موسم من كأس بلغاريا. أشرف على تنظيمه اتحاد بلغاريا لكرة القدم، وفاز فيه ليفسكي صوفيا.